# Olympische Winterspiele 1994/Eishockey
Die Olympischen Winterspiele 1994 fanden in Lillehammer in Norwegen statt. Das olympische Eishockeyturnier wurde dabei in der Zeit vom 12. bis 27. Februar ausgetragen. Zwölf Mannschaften nahmen an diesem Turnier teil. Spielorte waren die Håkons Hall in Lillehammer und die Felsen- ( Fjell-) Halle in Gjøvik.
Teilnahmeberechtigt waren die elf besten Mannschaften der A-Gruppe der Eishockey-Weltmeisterschaft 1993 inklusive Gastgeber Norwegen sowie ein Qualifikant. An dem erstmals für ein Olympiaturnier ausgetragenen Qualifikationsturnier nahmen die beiden besten Teams der B-WM des Vorjahres, der Sieger der C-WM sowie der weltranglistenhöchste Asienvertreter teil. Hinzu kam noch mit einer Wildcard die spielstarke Mannschaft der neu entstandenen Slowakei. Das Qualifikationsturnier fand in Großbritannien statt.
Im Vergleich zum Olympiaturnier von 1992 gab es in diesem Jahr keine Veränderungen beim Austragungsmodus. Der Vorrunde mit zwei Vorrundengruppen folgten die Play-offs der besten acht Teams mit Viertelfinale, Halbfinale und Finale sowie die Platzierungsspiele der jeweiligen ausgeschiedenen Mannschaften.
Olympiasieger wurde zum ersten Mal Schweden, die in einem hoch dramatischen Finale Kanada erst im Penaltyschießen besiegten. Für Kanada war es die zweite Silbermedaille in Folge. Bronze ging an Finnland.

## Qualifikation zum olympischen Eishockeyturnier (in Sheffield, Großbritannien)
| 28. August 1993   | Sheffield | Großbritannien | – | Polen    | 2:2 (0:1,0:0,2:1) |
| 29. August 1993   | Sheffield | Slowakei       | – | Japan    | 7:2 (3:1,2:1,2:0) |
| 30. August 1993   | Sheffield | Lettland       | – | Polen    | 6:2 (3:0,1:0,2:2) |
| 30. August 1993   | Sheffield | Großbritannien | – | Japan    | 2:4 (0:1,1:2,1:1) |
| 1. September 1993 | Sheffield | Slowakei       | – | Polen    | 4:4 (2:0,1:1,1:3) |
| 1. September 1993 | Sheffield | Großbritannien | – | Lettland | 4:8 (2:1,2:4,0:3) |
| 2. September 1993 | Sheffield | Slowakei       | – | Lettland | 7:1 (2:1,3:0,2:0) |
| 2. September 1993 | Sheffield | Polen          | – | Japan    | 6:4 (0:1,5:1,1:2) |
| 4. September 1993 | Sheffield | Lettland       | – | Japan    | 7:1 (2:0,3:1,2:0) |
| 4. September 1993 | Sheffield | Großbritannien | – | Slowakei | 1:7 (0:2,1:3,0:2) |

Abschlusstabelle
| Pl | Mannschaft     | Sp | S | U | N | Tore  | Diff | Pkt. |
| -- | -------------- | -- | - | - | - | ----- | ---- | ---- |
| 1. | Slowakei       | 4  | 3 | 1 | 0 | 25:08 | +17  | 7:1  |
| 2. | Lettland       | 4  | 3 | 0 | 1 | 22:14 | +08  | 6:2  |
| 3. | Polen          | 4  | 1 | 2 | 1 | 14:16 | −02  | 4:4  |
| 4. | Japan          | 4  | 1 | 0 | 3 | 11:22 | −11  | 2:6  |
| 5. | Großbritannien | 4  | 0 | 1 | 3 | 09:21 | −12  | 1:7  |

Damit war die slowakische Nationalmannschaft für das olympische Turnier qualifiziert.

## Olympisches Eishockeyturnier der Herren

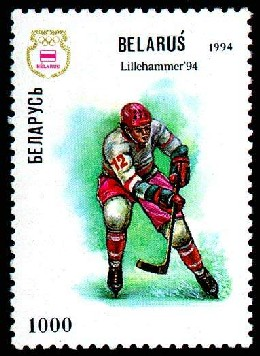
Belarussische Briefmarke
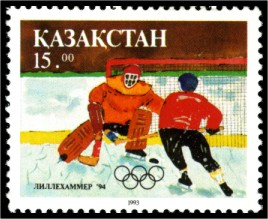
Kasachische Briefmarke
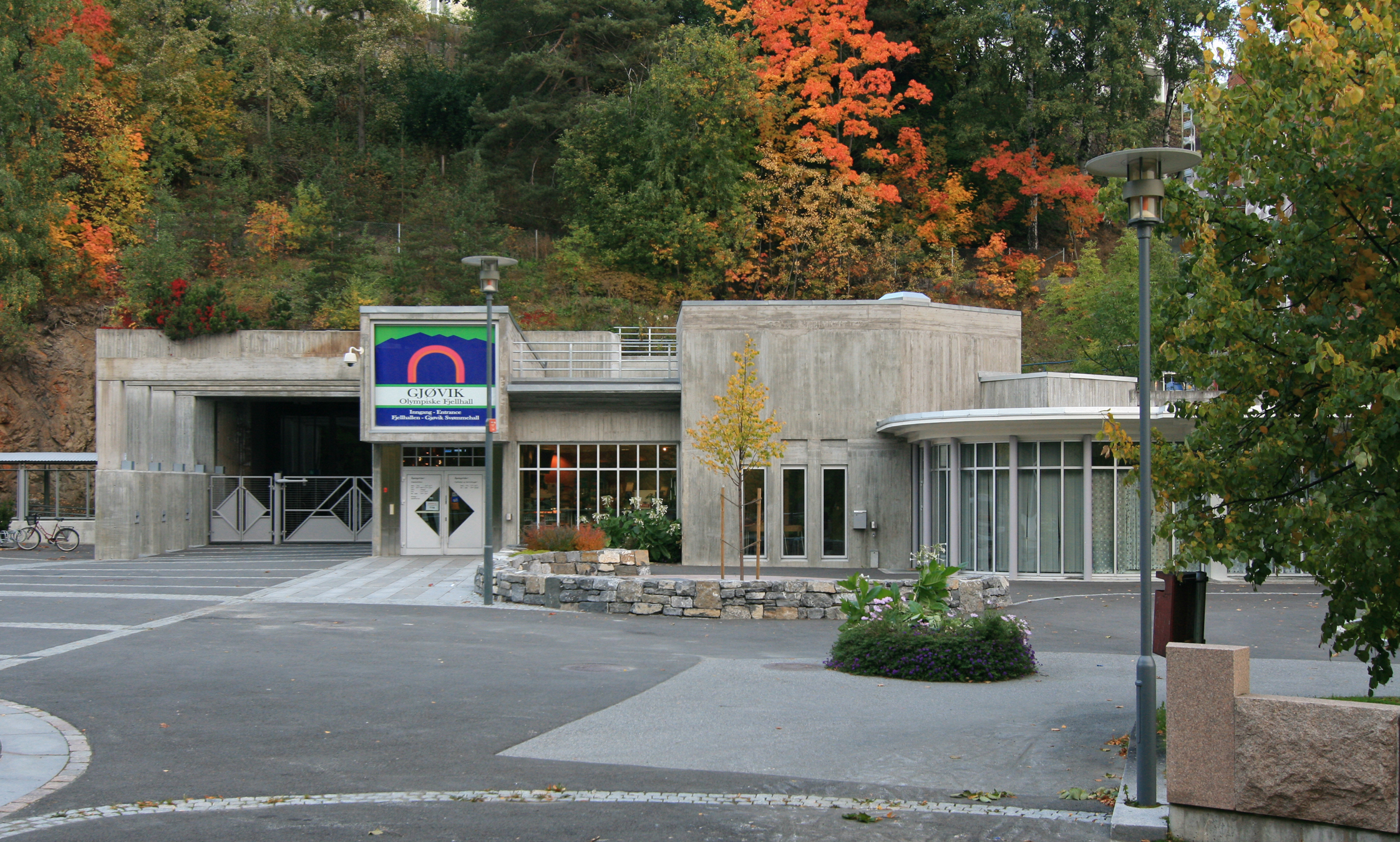
Gjøvik Olympiske Fjellhall
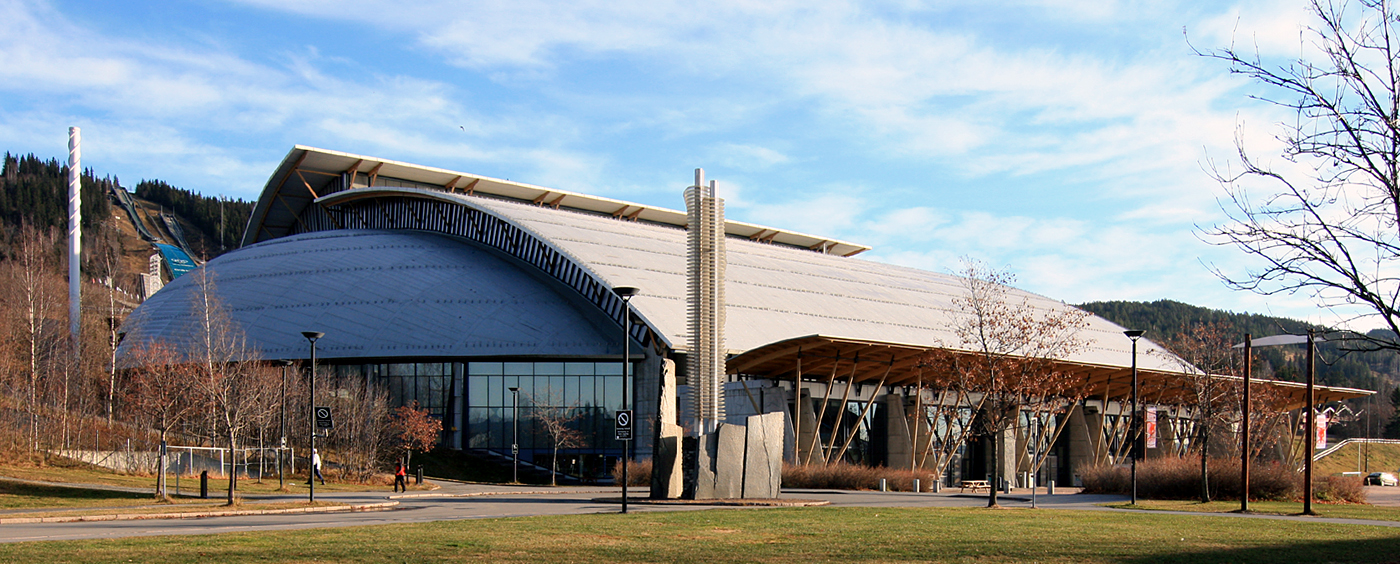
Håkons Hall in Lillehammer

### Vorrunde

#### Gruppe A
| 12. Februar 1994 | Lillehammer | Tschechien  | – | Finnland    | 1:3 (1:2,0:1,0:0) |
| 12. Februar 1994 | Gjøvik      | Norwegen    | – | Russland    | 1:5 (1:2,0:1,0:2) |
| 12. Februar 1994 | Lillehammer | Deutschland | – | Österreich  | 4:3 (1:1,0:0,3:2) |
|                  |             |             |   |             |                   |
| 14. Februar 1994 | Lillehammer | Norwegen    | – | Deutschland | 1:2 (0:1,1:1,0:0) |
| 14. Februar 1994 | Gjøvik      | Tschechien  | – | Österreich  | 7:3 (2:2,4:1,1:0) |
| 14. Februar 1994 | Lillehammer | Russland    | – | Finnland    | 0:5 (0:1,0:4,0:0) |
|                  |             |             |   |             |                   |
| 16. Februar 1994 | Lillehammer | Russland    | – | Österreich  | 9:1 (6:1,2:1,1:0) |
| 16. Februar 1994 | Gjøvik      | Tschechien  | – | Deutschland | 1:0 (0:0,0:0,1:0) |
| 16. Februar 1994 | Lillehammer | Norwegen    | – | Finnland    | 0:4 (0:1,0:2,0:1) |
|                  |             |             |   |             |                   |
| 18. Februar 1994 | Lillehammer | Russland    | – | Deutschland | 2:4 (0:2,1:1,1:1) |
| 18. Februar 1994 | Gjøvik      | Finnland    | – | Österreich  | 6:2 (1:0,2:1,3:1) |
| 18. Februar 1994 | Lillehammer | Norwegen    | – | Tschechien  | 1:4 (0:3,0:0,1:1) |
|                  |             |             |   |             |                   |
| 20. Februar 1994 | Lillehammer | Russland    | – | Tschechien  | 4:3 (2:2,2:0,0:1) |
| 20. Februar 1994 | Gjøvik      | Finnland    | – | Deutschland | 7:1 (3:0,2:0,2:1) |
| 20. Februar 1994 | Lillehammer | Norwegen    | – | Österreich  | 2:4 (1:1,1:1,0:2) |

Abschlusstabelle
| Pl | Mannschaft  | Sp | S | U | N | Tore  | Diff | Pkt.  |
| -- | ----------- | -- | - | - | - | ----- | ---- | ----- |
| 1  | Finnland    | 5  | 5 | 0 | 0 | 25:05 | +20  | 10:0  |
| 2  | Deutschland | 5  | 3 | 0 | 2 | 11:14 | −03  | 06:04 |
| 3  | Tschechien  | 5  | 3 | 0 | 2 | 16:11 | +05  | 06:04 |
| 4  | Russland    | 5  | 3 | 0 | 2 | 20:14 | +06  | 06:04 |
| 5  | Österreich  | 5  | 1 | 0 | 4 | 13:28 | −15  | 02:08 |
| 6  | Norwegen    | 5  | 0 | 0 | 5 | 05:19 | −14  | 00:10 |

#### Gruppe B
| 13. Februar 1994 | Lillehammer | Schweden | – | Slowakei   | 4:4 (2:1,0:2,2:1)  |
| 13. Februar 1994 | Gjøvik      | Kanada   | – | Italien    | 7:2 (2:1,4:0,1:1)  |
| 13. Februar 1994 | Lillehammer | USA      | – | Frankreich | 4:4 (2:1,0:1,2:2)  |
|                  |             |          |   |            |                    |
| 15. Februar 1994 | Lillehammer | Schweden | – | Italien    | 4:1 (1:0,1:1,2:0)  |
| 15. Februar 1994 | Gjøvik      | USA      | – | Slowakei   | 3:3 (1:1,0:1,2:1)  |
| 15. Februar 1994 | Lillehammer | Kanada   | – | Frankreich | 3:1 (1:0,2:0,0:1)  |
|                  |             |          |   |            |                    |
| 17. Februar 1994 | Lillehammer | Slowakei | – | Italien    | 10:4 (6:2,3:1,1:1) |
| 17. Februar 1994 | Gjøvik      | Schweden | – | Frankreich | 7:1 (3:0,2:1,2:0)  |
| 17. Februar 1994 | Lillehammer | Kanada   | – | USA        | 3:3 (1:0,0:2,2:1)  |
|                  |             |          |   |            |                    |
| 19. Februar 1994 | Lillehammer | Kanada   | – | Slowakei   | 1:3 (1:1,0:1,0:1)  |
| 19. Februar 1994 | Gjøvik      | Italien  | – | Frankreich | 7:3 (2:1,3:2,2:0)  |
| 19. Februar 1994 | Lillehammer | Schweden | – | USA        | 6:4 (2:1,2:0,2:3)  |
|                  |             |          |   |            |                    |
| 21. Februar 1994 | Lillehammer | Kanada   | – | Schweden   | 3:2 (1:1,2:1,0:0)  |
| 21. Februar 1994 | Gjøvik      | Slowakei | – | Frankreich | 6:2 (4:1,2:0,0:1)  |
| 21. Februar 1994 | Lillehammer | USA      | – | Italien    | 7:1 (5:1,1:0,1:0)  |

Abschlusstabelle
Abschlusstabelle
| Pl | Mannschaft         | Sp | S | U | N | Tore  | Diff | Pkt. |
| -- | ------------------ | -- | - | - | - | ----- | ---- | ---- |
| 1  | Slowakei           | 5  | 3 | 2 | 0 | 26:14 | +12  | 8:2  |
| 2  | Kanada             | 5  | 3 | 1 | 1 | 16:11 | +05  | 7:3  |
| 3  | Schweden           | 5  | 3 | 1 | 1 | 23:13 | +10  | 7:3  |
| 4  | Vereinigte Staaten | 5  | 1 | 3 | 1 | 21:17 | +04  | 5:5  |
| 5  | Italien            | 5  | 1 | 0 | 4 | 15:31 | −16  | 2:8  |
| 6  | Frankreich         | 5  | 0 | 1 | 4 | 11:27 | −16  | 1:9  |

### Platzierungsspiele um die Plätze 9–12
| 1. Runde          |             |            |   |            |                                 |
| 22. Februar 1994  | Lillehammer | Österreich | – | Frankreich | 4:5 n. P. (2:2,0:1,2:1,0:0,0:1) |
| 22. Februar 1994  | Lillehammer | Norwegen   | – | Italien    | 3:6 (2:3,1:1,0:2)               |
|                   |             |            |   |            |                                 |
| Spiel um Platz 11 |             |            |   |            |                                 |
| 24. Februar 1994  | Lillehammer | Norwegen   | – | Österreich | 3:1 (1:0,1:0,1:1)               |
|                   |             |            |   |            |                                 |
| Spiel um Platz 9  |             |            |   |            |                                 |
| 24. Februar 1994  | Gjøvik      | Italien    | – | Frankreich | 3:2 (1:1,0:1,2:0)               |

### Viertelfinale
| 23. Februar 1994 | Gjøvik      | Kanada      | – | Tschechien | 3:2 n. V. (0:1,1:0,1:1,1:0) |
| 23. Februar 1994 | Lillehammer | Finnland    | – | USA        | 6:1 (2:0,2:1,2:0)           |
| 23. Februar 1994 | Gjøvik      | Deutschland | – | Schweden   | 0:3 (0:0,0:1,0:2)           |
| 23. Februar 1994 | Lillehammer | Slowakei    | – | Russland   | 2:3 n. V. (2:1,0:1,0:0,0:1) |

### Platzierungsspiele um die Plätze 5–8
| 1. Runde         |             |             |   |             |                             |
| 24. Februar 1994 | Gjøvik      | Tschechien  | – | USA         | 5:3 (3:2,1:0,1:1)           |
| 24. Februar 1994 | Lillehammer | Slowakei    | – | Deutschland | 6:5 n. V. (0:3,3:0,2:2,1:0) |
|                  |             |             |   |             |                             |
| Spiel um Platz 7 |             |             |   |             |                             |
| 26. Februar 1994 | Lillehammer | Deutschland | – | USA         | 4:3 (1:1,1:1,2:1)           |
|                  |             |             |   |             |                             |
| Spiel um Platz 5 |             |             |   |             |                             |
| 26. Februar 1994 | Gjøvik      | Tschechien  | – | Slowakei    | 7:1 (4:1,1:0,2:0)           |

### Halbfinale
| 25. Februar 1994 | Gjøvik      | Finnland | – | Kanada   | 3:5 (0:0,2:2,1:3) |
| 25. Februar 1994 | Lillehammer | Russland | – | Schweden | 3:4 (1:2,0:1,2:1) |

### Spiel um die Bronzemedaille
| 26. Februar 1994 | Lillehammer | Russland | – | Finnland | 0:4 (0:2,0:2,0:0) |

### Finale
| 27. Februar 1994 | Lillehammer | Kanada | – | Schweden | 2:3 n. P. (0:1,0:0,2:1,0:0,0:1) |

### Abschlussplatzierung und Kader der Mannschaften
| Platzierung    | Mannschaft  | Spieler |
| -------------- | ----------- | --- |
| Goldmedaille   | Schweden    | Håkan Algotsson, Tommy Salo, Michael Sundlöv – Magnus Svensson, Fredrik Stillman, Tomas Jonsson, Roger Johansson, Kenny Jönsson – Christian Due-Boje, Leif Rohlin, Håkan Loob, Patrik Juhlin, Jörgen Jönsson, Peter Forsberg, Roger Hansson, Mats Näslund, Jonas Bergqvist, Charles Berglund, Stefan Örnskog, Patric Kjellberg, Niklas Eriksson, Andreas Dackell, Daniel Rydmark Trainerstab: Curt Lundmark, Pär Mårts                                               |
| Silbermedaille | Kanada      | Corey Hirsch, Manny Legace, Allain Roy – Brad Werenka, Derek Mayer, Mark Astley, Adrian Aucoin, Chris Therien – Brad Schlegel, David Harlock, Ken Lovsin, Paul Kariya, Petr Nedvěd, Todd Hlushko, Chris Kontos, Dwayne Norris, Brian Savage, Greg Parks, Greg Johnson, Todd Warriner, Fabian Joseph, Wally Schreiber, Jean-Yves Roy Trainerstab: Tom Renney, Danny Dubé                                                                                              |
| Bronzemedaille | Finnland    | Jarmo Myllys, Pasi Kuivalainen, Jukka Tammi – Marko Kiprusoff, Mika Strömberg, Hannu Virta, Timo Jutila, Janne Laukkanen – Erik Hämäläinen, Pasi Sormunen, Mika Nieminen, Saku Koivu, Ville Peltonen, Janne Ojanen, Esa Keskinen, Raimo Helminen, Marko Palo, Jere Lehtinen, Mika Alatalo, Petri Varis, Sami Kapanen, Tero Lehterä Trainerstab: Curt Lindström, Hannu Aravirta                                                                                       |
| 4              | Russland    | Andrei Sujew, Waleri Iwannikow, Sergei Abramow – Oleg Dawydow, Sergei Tertyschny, Sergei Sorokin, Alexander Smirnow – Igor Iwanow, Sergei Schendelew, Oleg Schargorodski, Wladimir Tarassow, Alexei Kudaschow, Georgi Jewtjuchin, Sergei Beresin, Waleri Karpow, Igor Warizki, Alexander Winogradow, Dmitri Denissow, Pawel Torgajew, Andrei Nikolischin, Wjatscheslaw Besukladnikow, Andrei Tarassenko, Rawil Gusmanow Trainerstab: Wiktor Tichonow, Igor Dmitrijew |
| 5              | Tschechien  | Petr Bříza, Roman Turek, Jaroslav Kameš – Jiří Vykoukal, Drahomír Kadlec, Bedřich Ščerban, Antonín Stavjaňa, Miloslav Hořava – Jiří Veber, Jan Vopat, Kamil Kašťák, Richard Žemlička, Roman Horák, Jan Alinč, Tomáš Sršeň, Petr Hrbek, Tomáš Kapusta, Otakar Janecký, Jiří Kučera, Martin Hosták, Pavel Geffert, Jiří Doležal, Radek Ťoupal Trainerstab: Ivan Hlinka, Stanislav Neveselý                                                                             |
| 6              | Slowakei    | Eduard Hartman, Jaromír Dragan, Miroslav Michalek – Jerguš Bača, Marián Smerčiak, Miroslav Marcinko, Ľubomír Sekeráš, Vladimír Búřil – Stanislav Medřik, Ján Varholík, Róbert Švehla, Vlastimil Plavucha, Oto Haščák, Dušan Pohoreleč, René Pucher, Miroslav Šatan, Branislav Jánoš, Roman Kontšek, Peter Šťastný, Ľubomír Kolník, Jozef Daňo, Róbert Petrovický, Žigmund Pálffy Trainerstab: Július Šupler, František Hossa                                         |
| 7              | Deutschland | Helmut de Raaf, Klaus Merk, Joseph Heiß – Mirko Lüdemann, Torsten Kienass, Jörg Mayr, Alexander Serikow, Andreas Niederberger – Rick Amann, Uli Hiemer, Jayson Meyer, Thomas Brandl, Leo Stefan, Bernd Truntschka, Raimund Hilger, Benoît Doucet, Wolfgang Kummer, Georg Franz, Dieter Hegen, Stefan Ustorf, Michael Rumrich, Jan Benda, Jörg Handrick Trainerstab: Luděk Bukač, Franz Reindl                                                                        |
| 8              | USA         | Garth Snow, Mike Dunham – Barry Richter, Ted Crowley, Matt Martin, Peter Laviolette, Brett Hauer, Chris Imes – Travis Richards, David Sacco, Brian Rolston, Peter Ferraro, Peter Ciavaglia, David Roberts, Mark Beaufait, John Lilley, Jeff Lazaro, Craig Johnson, Ted Drury, Todd Marchant, Jim Campbell, Darby Hendrickson Trainerstab: Tim Taylor, John Cunniff                                                                                                   |
| 9              | Italien     | Bruno Campese, David Delfino, Mike Rosati – Phil Di Gaetano, Robert Oberrauch, Leo Insam, Jim Camazzola – Bill Stewart, Toni Circelli, Michael De Angelis, Luigi Da Corte, Emilio Iovio, Lino De Toni, Roland Ramoser, Maurizio Mansi, Bruno Zarrillo, Gaetano Orlando, Alexander Gschliesser, Patrick Brugnoli, Lucio Topatigh, Martin Pavlu, Vezio Sacratini, Stefano Figliuzzi Trainerstab: Bryan Lefley, Dale McCourt                                            |
| 10             | Frankreich  | Michel Valliere, Petri Ylönen – Serge Poudrier, Gérald Guennelon, Denis Perez, Bruno Saunier, Steven Woodburn – Stéphane Botteri, Christophe Moyon, Benoît Laporte, Pierrick Mata, Franck Pajonkowski, Franck Saunier, Christophe Ville, Pierre Pousse, Arnaud Briand, Éric LeMarque, Benjamin Agnel, Stéphane Arcangeloni, Sylvain Girard, Antoine Richer Trainerstab: Kjell Larsson, Jean-Claude Sozzi                                                             |
| 11             | Norwegen    | Rob Schistad, Jim Marthinsen – Petter Salsten, Cato Tom Andersen, Tommy Jakobsen, Svein Enok Nørstebø, Jan-Roar Fagerli – Svenn Erik Bjørnstad, Ole Eskild Dahlstrøm, Espen Knutsen, Marius Rath, Geir Hoff, Roy Johansen, Vegar Barlie, Trond Magnussen, Erik Kristiansen, Lars Håkon Andersen, Arne Billkvam, Petter Thoresen, Tom Johansen Trainerstab: Bengt Ohlson, Tore Jobs                                                                                   |
| 12             | Österreich  | Michael Puschacher, Brian Stankiewicz, Claus Dalpiaz – Martin Krainz, Jim Burton, Engelbert Linder, Mike Shea, Rob Doyle – Herbert Hohenberger, Michael Güntner, Martin Ulrich, Karl Heinzle, Andreas Pušnik, Marty Dallman, Gerhard Puschnik, Manfred Mühr, Rick Nasheim, Günther Lanzinger, Gerald Ressmann, Ken Strong, Werner Kerth, Wolfgang Kromp, Dieter Kalt Trainerstab: Ken Tyler, Ron Kennedy                                                             |

### Topscorer
|    | Name            | Spiele | Tore | Assists | Punkte |
| -- | --------------- | ------ | ---- | ------- | ------ |
| 1  | Žigmund Pálffy  | 8      | 3    | 7       | 10     |
| 2  | Miroslav Šatan  | 8      | 9    | 0       | 9      |
| 3  | Peter Šťastný   | 8      | 5    | 4       | 9      |
| 4  | Håkan Loob      | 6      | 4    | 5       | 9      |
| 5  | Gaetano Orlando | 7      | 3    | 6       | 9      |
| 6  | Patrik Juhlin   | 8      | 7    | 1       | 8      |
| 7  | Jiří Kučera     | 8      | 6    | 2       | 8      |
| 8  | Marty Dallman   | 7      | 4    | 4       | 8      |
| 9  | Mika Nieminen   | 8      | 3    | 5       | 8      |
| 10 | David Sacco     | 8      | 3    | 5       | 8      |
| 11 | Peter Forsberg  | 8      | 2    | 6       | 8      |

### All-Star-Team
| Tor          | Tommy Salo   | Tommy Salo   | Tommy Salo    | Tommy Salo    | Tommy Salo    | Tommy Salo    |
| Verteidigung | Brad Werenka | Brad Werenka | Brad Werenka  | Timo Jutila   | Timo Jutila   | Timo Jutila   |
| Sturm        | Mats Näslund | Mats Näslund | Peter Šťastný | Peter Šťastný | Patrik Juhlin | Patrik Juhlin |